# Prix Jovette-Bernier—Ville de Rimouski
Le prix Jovette-Bernier—Ville de Rimouski est un prix littéraire québécois. Il vise à encourager les auteurs de la région pour une parution récente et exceptionnelle. Il s’adresse aux auteurs originaires du Bas-Saint-Laurent ou habitant la région depuis au moins cinq ans, de tous genres littéraires. Une bourse de 1000 $ est offerte par la ville de Rimouski et le Salon du livre de Rimouski. Il rend hommage à Jovette Bernier, une romancière native du Bas-Saint-Laurent.

## Histoire
En 1986, le Salon du livre de Rimouski a décidé de nommer « Prix Jovette-Bernier » son prix créé en 1981 et jusque-là connu sous le nom de « Prix du Salon du livre ». Le « Prix Ville de Rimouski », pour sa part, a été créé par le même Salon pour souligner la contribution financière de la ville de Rimouski. Il honorait un ouvrage qui avait le fleuve Saint-Laurent comme thème ou « personnage » important.
En 2007, le prix Jovette-Bernier a été combiné au prix Ville de Rimouski pour devenir le prix Jovette-Bernier—Ville de Rimouski.

## Lauréats
- 1981 : Jean-Marc Cormier
- 1982 : Denis Saint-Yves
- 1983 : Paul Chanel Malenfant
- 1984 : Non attribué
- 1985 : Marie Bélisle
- 1986 : Michelle Dubois
- 1987 : Jean Cossette
- 1988 : Non attribué
- 1989 : Louise Beauchamp
- 1990 : Sylvain Rivière
- 1991 : Rachel Leclerc
- 1992 : Georges Langford
- 1993 : François Tétreau
- 1994 : André Martin
- 1995 : Nicole Filion, Ne touchez ni aux appareils électriques ni à la cafetière
- 1996 : Line Arsenault[3]
- 1997 : Rolande Ross
- 1998 : Jean Bédard
- 1999 : Martin Thibault
- 2000 : Patricia Posadas
- 2001 : Nicolas Dickner
- 2002 : Marie-Claude Gagnon
- 2003 : Philippe Jean Poirier
- 2004 : VoRo
- 2005 : Éric Dupont
- 2006 : Sébastien Chabot
- 2007 : Marie-Christine Bernard[4]
- 2008 : Nathalie Landreville et Gaston Desjardins (ex aequo)
- 2009 : Joanne Morency
- 2010 : Jean-François Caron pour son roman Nos échoueries[5]
- 2011 : Sergine Desjardins
- 2012 : Thierry Leuzy
- 2013 : Isabelle Berrubey pour son roman Les Maîtres de la pierre'[6]
- 2014 : Carl Leblanc pour Fruits[7]
- 2015 : Bernard Boucher pour Anthime et autres récits
- 2016 : Sara Dignard pour Le cours normal des choses
- 2017 : Johanne Fournier pour Tout doit partir[8]
- 2018: Christophe Bernard pour La bête creuse
- 2019: Annie Landreville pour Date de péremption[9]
- 2020 : Virginie De Champlain pour Les falaises[10]
- 2021 : Amélie Blanchette, Billy Rioux et Guillaume Marsan, Manuscrits[11]
- 2022 : Marie-Hélène Voyer, pour L'habitude des ruines[12]
- 2023 : Stéphanie Pelletier pour Ce qui brûle bien[13]